# Ceratophytum
Ceratophytum Pittier,  es un género monotípico de árboles de la familia Bignoniaceae. Su única especie: Ceratophytum tetragonolobum (Jacq.) Sprague & Sandwith, es originaria de América desde México hasta Bolivia.

## Descripción
Son bejucos, con ramitas teretes, lepidotas, nudos con campos glandulares interpeciolares; pseudoestípulas de 3 escamas subuladas aplicadas contra la ramita. Hojas 3-folioladas o 2-folioladas con 1 zarcillo trífido o cicatriz de zarcillo; folíolos oblongo-ovados a elíptico-obovados, 6.2–18 cm de largo y 2.1–15 cm de ancho, ápice agudo a obtuso, base truncada a asimétricamente subcordada. Inflorescencia una panícula de pocas flores frecuentemente reducida a 1 o 2 flores blancas; cáliz cupular, truncado, 8–13 mm de largo, lepidoto; corola gruesa, 7.7–8.1 cm de largo, densamente lepidoto a puberulento-glandular por fuera; tecas divaricadas; ovario angostamente cilíndrico, 5 mm de largo y 2 mm de ancho, lepidoto; disco pulviniforme-cupular, 2 mm de largo y 4 mm de ancho. Cápsula cilíndrica 26–39 cm de largo y 3–4 cm de ancho, basalmente gibosa, atenuada hacia arriba, más o menos lepidota; semillas delgadas, 0.8–1.8 cm de largo y 3.4–6.3 cm de ancho, alas papiráceas, cafés.

## Taxonomía
Ceratophytum tetragonolobum fue descrito por (Jacq.) Sprague & Sandwith  y publicado en Bulletin of Miscellaneous Information Kew 1934(5): 222–223. 1934.
Sinonimia
- Anemopaegma tobagense Urb.
- Bignonia tetragonolobum Jacq.
- Ceratophytum brachycarpum Pittier
- Ceratophytum tobagense (Urb.) Sprague & Sandwith[2]